# پاسکال یوهانسن
پاسکال یوهانسن (انگلیسی: Pascal Johansen؛ زادهٔ ۲۸ آوریل ۱۹۷۹) بازیکن فوتبال اهل فرانسه است.
از باشگاه‌هایی که در آن بازی کرده‌است می‌توان به باشگاه فوتبال المپیک مارسی، باشگاه فوتبال متس، و باشگاه فوتبال استراسبورگ اشاره کرد.
وی همچنین در تیم ملی فوتبال France U23 بازی کرده‌است.